# ТагАЗ
Таганрозький автомобільний завод  — російська автомобільна компанія. Вона збирала як іномарки, так і власні автомобілі.  В січні 2014 року ТагАЗ була визнана банкрутом і повністю припинила виробництво автомобілів.

## Історія
Будівництво Таганрозького автомобільного заводу розпочалося навесні 1997 року за ліцензією та за технологією південнокорейської компанії Daewoo Motors і було повністю профінансовано групою Doninvest Finance & Industry Group, обсяг інвестицій перевищив 260 мільйонів доларів США. У 1998 році Doninvest запустив дослідне напіврозібране виробництво моделей Daewoo Lanos та Daewoo Nubira. 
З 1999 по 2002 рік компанія збирала модель Citroën Berlingo Mk I під назвою Оріон-М.
У 2001 році було розпочато виробництво Hyundai Accent (LC),  потім у 2004 році Hyundai Sonata (EF),  у 2008 році – Hyundai Elantra (XD),  а в 2005 році – легкої вантажівки Hyundai Porter (третього покоління).  У 2008 році було розпочато виробництво Hyundai Santa Fe (SM).  Навесні 2012 року виробництво моделей Hyundai було завершено. 
У 2008 році почалося складання Vortex Estina (перейменована Chery A5) з напіврозібраних комплектів.
У 2010 році TaгАЗ оголосив про будівництво третього автомобільного заводу в Бангладеш з початковими інвестиціями в розмірі 2 мільярдів доларів. За словами представників TaгАЗу, рішення про виробництво автомобілів у Бангладеш було прийнято через низьку вартість робочої сили та експортні переваги, які компанія має з сусідніми країнами та Європою. ТагАЗ вже придбав землю в районі Кішорегандж і мав намір продати перший зібраний там автомобіль до 2012 року.
У жовтні 2010 року ТагАЗ розпочав складання моделей BYD F3,  Vortex Corda (модифікований Chery Amulet)  та Vortex Tingo (модифікований Chery Tiggo). 
У червні 2011 року компанія розпочала складання Tagaz C10 (перейменована версія JAC Tojoy) з повністю розібраних комплектів.  У жовтні 2011 року до модельного ряду було додано Tagaz C190 (перейменована версія JAC Rein).

## Модельний ряд
Під брендом Doninvest (ліцензовані копії Daewoo)
- Донінвест Кондор (Daewoo Leganza)
- Донінвест Оріон (Daewoo Nubira)
- Донінвест Ассоль (Daewoo Lanos)
- Донінвест Аксай Дозор (багі на базі Лада Нива)

Vortex (Chery)
- Vortex Estina (Chery A5)
- Vortex Estina FL-C (Chery E5)
- Vortex Corda (Chery Amulet)
- Vortex Tingo (Chery Tiggo)

#### ТагАЗ
- ТагАЗ Tager (SsangYong Korando)
- TagAZ Road Partner (SsangYong Musso)
- TagAZ C10 (JAC Tojoy)
- TagAZ C190 (JAC Rein)
- TagAZ Aquila
- 2009–2012 TagAZ Vega – цю нібито власну розробку звинуватили в копії Chevrolet Lacetti; в результаті ТагАЗ втратив права на експорт Vega, а їхнє спільне підприємство з Ssangyong було розформовано.
- TagAZ Мастер
- TagAZ Hardy

#### Hyundai
- Hyundai Accent LC
- Hyundai Sonata EF
- Hyundai Porter III
- Hyundai Elantra XD
- Hyundai Santa Fe SM
- Hyundai County
- Hyundai Trago Xcient

#### BYD
- BYD F3